# Réntis-palatset
Réntis-palatset (grekiska: Μέγαρο Ρέντη) är ett palats som är beläget i centrala Aten i Grekland.
Byggnaden är belägen i korsningen mellan Vasilíssis Sofías Avenue (grekiska: Λεωφόρος Βασιλίσσης Σοφίας) och Mérlin Street (grekiska: Οδός Μέρλιν) i centrala Aten.
Detta eklektiska palats uppfördes 1928 efter ritningar av Vassílios Tsagrís för den grekiske diplomaten och politikern Konstantínos Réntis och har sedan 2005 ägts av Theocharákis-stiftelsen, som använder det som en plats för konst- och kulturutställningar och evenemang.